# Pedro Martínez de Luna y Sessé
Pedro Martínez de Luna y Sessé (Almonacid de la Sierra, c. 1270 - Sobradiel, 1326). Miembro de la importante familia nobiliaria de los Luna, señor de Pola y Almonacid. A lo largo de su vida estuvo al servicio de los reyes Pedro III, Alfonso III y Jaime II, de Aragón.

## Biografía
Hijo de Pedro Martínez de Luna, junior (ya fallecido en 1282) y Elvira Pérez de Sessé, y hermano de Juan Martínez de Luna, abuelo del Papa Luna, Benedicto XIII.
La prematura muerte de su padre, propició que heredara los señoríos del linaje directamente de su abuelo Pedro Martínez de Luna, el viejo (fallecido en torno a 1290), razón por la cual algún autor le considera erróneamente hijo de quien realmente fue su abuelo y de su esposa Margarita Dionis.  
El 23 de enero de 1283, siendo todavía bastante joven, aparece por primera vez en la documentación junto a su pariente Artal de Luna, siendo ambos citados en Mesina por el rey Pedro III, en el marco de la conquista aragonesa de Sicilia que sobrevino a las Vísperas sicilianas. Poco tiempo después, en junio de ese mismo año, el entonces infante Alfonso ordenó al zalmedina de Zaragoza que enviase a Almonacid 300 cahíces de trigo, posiblemente como parte del pago a Pedro por sus servicios en Sicilia.
El 4 de febrero de 1303 se produce la venta de Almonacid por parte del nuevo rey Jaime II a Pedro, que pasa a ser de su propiedad, pues su abuelo (Pedro, el viejo), había recibido el señorío en 1259 ad vitam (vitaliciamente).
En 1309 Jaime II solicitó los servicios de Pedro y su mesnada para acudir al Sitio de Almería junto a otros nobles, recibiendo 100 sueldos jaqueses por sus servicios el 27 de febrero de 1310. Sin embargo, el grueso de la deuda estaba pendiente y el 16 de julio de 1310 el rey reconoce que le debe 42.956 sueldos barceloneses por la aportación de 34 caballos armados y 40 peones.
En el año 1322 Pedro Martínez de Luna envió a su hijo primogénito (Pedro de Luna) a la Campaña de Cerdeña, pactando con el rey que si este falleciera dejando un hijo legítimo, fuera este quien le sucediera, y en su defecto su hermano Alamán de Luna.
Pedro Martínez de Luna murió en Sobradiel el 28 de mayo de 1326.

## Matrimonio e hijos
Pedro Martínez de Luna contrajo matrimonio con Violante de Alagón Pérez, hija de Artal IV de Alagón, señor de Alagón y Sástago, y de Teresa Pérez, hija natural del rey Pedro III de Aragón y de su primera amante una dama de nombre Juana. Ambos fueron padres de:
- Pedro de Luna Alagón, sucesor de la Casa, que se encontró en la Campaña de Cerdeña en 1322;

- Alamán de Luna Alagón, que también se documenta en la Campaña de Cerdeña;

- Blas de Luna Alagón;[15]

- Teresa de Luna Alagón, que contrajo matrimonio con Pedro Abarca Puigvert, señor de Gavín, con quien tuvo a Guerao y Juan Abarca Luna;[16]

- Juan de Luna Alagón;[17]

- Elvira de Luna Alagón;[18]

- Margarita de Luna Alagón;[19]

- Artal de Luna Alagón;

- María de Luna Alagón;[20]